# 托洛茨基 (電視劇)
托洛茨基（俄语：Троцкий）是一部有關於列夫·达维多维奇·托洛茨基生平的俄罗斯電視連續劇，共8集。該電視劇于 2017年11月6日在俄罗斯第一频道首播。該電視劇是紀念1917年俄国革命100週年的獻禮作品。